# Пашалиманы
Пашалиманы (тур. Paşalimanı — «гавань паши») — остров в Турции, в южной части Мраморного моря (Пропонтиды). Находится к югу от острова Мармара и пролива Мармара, к западу от полуострова Капыдагы, к северу от залива Эрдек, к востоку от острова Авша. Административно относится к району Эрдек в иле Балыкесир.
Наивысшая точка — горы Кылындаг высотой 178 м над уровнем моря. С северо-запада глубоко в остров врезается бухта Пашалиманы, на берегу которой находится поселение Пашалиманы и южнее — поселение Харманлы (Harmanlı), с северо-востока — бухта Калем, которая делит остров на две части. Наивысшая точка в меньшей, юго-восточной части острова — гора Зейтин высотой 105 м над уровнем моря. У подножья горы Зейтин на берегу бухты Калем находится поселение Тузла (Tuzla), на южном побережье — Балыклы (Balıklı), на северном побережье — Пойразлы (Poyrazlı). У западной оконечности — мыса Мермер (Аргеро) находятся острова Ер (Панагия) и Пала. У входа в бухту Пашалиманы — острова Коюн, Мамалы, Хаджи. У северного побережья находятся острова Кётюрюм, Хызырренс (Сен-Николас).
На острове разбиты виноградники. Выращивается виноград сорта Адакарасы, а также яблони, сливы, шелковица чёрная, оливы.
В древности назывался Халона или Алони (лат. Halone, др.-греч. Ἁλώνη). В византийский период назывался Авлония (Αυλώνια). Никита Хониат сообщает, что во время побега из имперского имения Дамокрания между городами Селибрия и Афира будущий император Алексей IV Ангел прибыл в Авлонию по пути в Афиру, а затем в Сицилию.
В византийский и османский периоды остров был курортом.
Нынешнее название («гавань паши») остров получил после возвращения Лалы Мустафы-паши из Кипрского похода 1570 года.
Во время землетрясения 1935 года с магнитудой 6,4 баллов была разрушена мечеть на острове.
До 1949 года относился к району Мармара.